# Endless Space 2
Endless Space 2 ist ein Computerspiel des Publishers Amplitude Studios aus dem Jahr 2017. Es handelt sich dabei um ein rundenbasiertes Weltraumstrategiespiel und den Nachfolger zu Endless Space.

## Spielprinzip
Wie schon in Endless Space wählt der Spieler eine von acht einzigartigen Zivilisationen oder erstellt seine eigene und führt in der Rolle des Herrschers diese dann als intergalaktisches Imperium zum Sieg über die anderen Nationen im Kampf um die Galaxis. Dies wird durch Erreichen der zuvor festgelegten Siegbedingungen bewerkstelligt, diese können beispielsweise Wirtschaft, Diplomatie oder militärische Überlegenheit umfassen.
Jedes Planetensystem umfasst bis zu fünf Planeten, die eigene Boni, Mali oder auch Anomalien umfassen. Letztere werden mit Forschungsschiffen untersucht und können so weitere Auf- oder Abwertungen des gesamten Systems nach erfolgreicher Erforschung ausbilden. Abhängig von dem Klima und den Planeteneigenschaften entscheidet sich, ob eine Kolonisierung möglich ist und wie erfolgreich diese abläuft.
Auf Forschung wird besonderes Augenmerk gelegt. Hier können neue Technologien wie beispielsweise neue Arten der interstellaren Fortbewegung, Schiffstechnologien und Waffen oder Kolonisierung bislang unbewohnbarer Planeten erforscht werden. Wer den Aspekt der Forschung vernachlässigt, hat somit im Spielverlauf einen zunehmenden Nachteil gegenüber seinen Mitspielern. Es ist Forschung in den Kategorien Militär, Wissenschaft, Handel und Imperiumsentwicklung möglich. In diesen Kategorien teilt sich der Forschungsbaum auf und viele neue Errungenschaften basieren auf vorheriger Entdeckung bestimmter Basisforschungen.
Das Spiel legt seinen Fokus auf den Wettbewerb mit konkurrierenden Sternenreichen, welche wahlweise durch militärische Intervention, Politik und Diplomatie oder wirtschaftliche Errungenschaften übertrumpft werden können. Dabei sind Handlungsmöglichkeiten wie Allianzen, Handelsabkommen oder Kriegserklärungen möglich, je nach Forschungsfortschritt können bestimmte Interaktionsoptionen mit den anderen Reichen freigeschaltet werden. Es existieren mehrere unterschiedliche Regierungsformen und es können Gesetzesbeschlüsse erlassen werden, die sich mit speziellen Boni auf das eigene Reich auswirken. Dabei gibt es auch Möglichkeiten, mit seinen Alliierten gemeinsame Beschlüsse zu treffen, deren Erfolg von der gegenseitigen Beziehung abhängt, welche beispielsweise durch gemeinsame Forschungsbemühungen, Bauprojekte oder kriegerische Aktionen gestärkt oder auch geschwächt werden kann. Neben den großen Sternenreichen existieren mehrere kleinere Fraktionen in der Galaxis, die entweder auf friedlichem Wege zur Teilung von Ressourcen überredet werden können oder die der Spieler auch einfach erobern kann.
Im Kampf ist sowohl die Flotte als auch die Infanterie essentiell. Raumschiffe können in Schlachten gegen andere Flotten eingesetzt werden, wobei neben der Flottengröße auch die Bewaffnung und Ausrüstung eine Rolle spielt – wenngleich die Schlachten ein nicht zu unterschätzendes Zufallsmoment besitzen. Je nach Schiffskapazität kann eine gewisse Anzahl Bodentruppen eingeladen werden, welche nach gewonnener Raumschlacht auf den zu erobernden Planeten befördert werden und dort die eigene Vorherrschaft etablieren. Die Schiffe werden in drei unterschiedliche Größen eingeteilt, wobei kleinere Schiffe besser manövrierbar sind, hingegen die größeren eine bessere Panzerung und Bewaffnung aufweisen. Die Waffentypen sind auf Nahkampf, Mitteldistanz und Fernkampf spezialisiert und werden je nach Schlachtphase unterschiedlich eingesetzt, da jedes Waffensystem auf seine Reichweite am effektivsten wirkt.
Das Spiel ist im Singleplayer mit KI-Gegnern oder im Multiplayermodus mit Freunden oder anderen Spielern spielbar.

## Veröffentlichung und DLCs
Endless Space wurde auf Steam im Early-Access-Programm ab Oktober 2016 freigegeben, wobei das vollständige Spiel offiziell am 19. Mai 2017 erschien.
Mit Vaulters und Supremacy sind nunmehr zwei kostenpflichtige, zusätzliche Downloadinhalte (DLCs) veröffentlicht worden, die dem Originalspiel jeweils eine neue Zivilisation sowie neue Mechaniken hinzufügen.

## Wertungen
Endless Space 2 hat national und international gute Bewertungen erhalten.